# Bruyelle
Bruyelle is een dorp in de Belgische provincie Henegouwen, en een deelgemeente van de Waalse stad Antoing.
Bruyelle was een zelfstandige gemeente, tot die bij de gemeentelijke herindeling van 1977 toegevoegd werd aan de gemeente Antoing.

## Bezienswaardigheden
- Het Château de Lannoy, gebouwd vanaf 1760, met fraai interieur, gelegen in een Franse tuin.
- De Sint-Richtrudiskerk (Église Sainte-Rictrude) van 1927, na verwoesting van de kerk in 1918. Opvallend is de torenspits.
- Talrijke restanten van kalkovens, een activiteit die in de 19e eeuw, tot 1920, plaatsvond.

## Natuur en landschap
Bruyelle ligt aan de Schelde op een hoogte van 25 meter, naar het westen oplopend tot ongeveer 45 meter. Het dorp wordt deels ondertunneld door de TGV-lijn van Brussel naar Parijs.

## Demografische ontwikkeling
- Bronnen:NIS, Opm:1831 tot en met 1970=volkstellingen, 1976= inwoneraantal op 31 december

## Nabijgelegen kernen
Péronnes-lez-Antoing, Calonne, Saint-Maur, Ere, Hollain